# Taitō

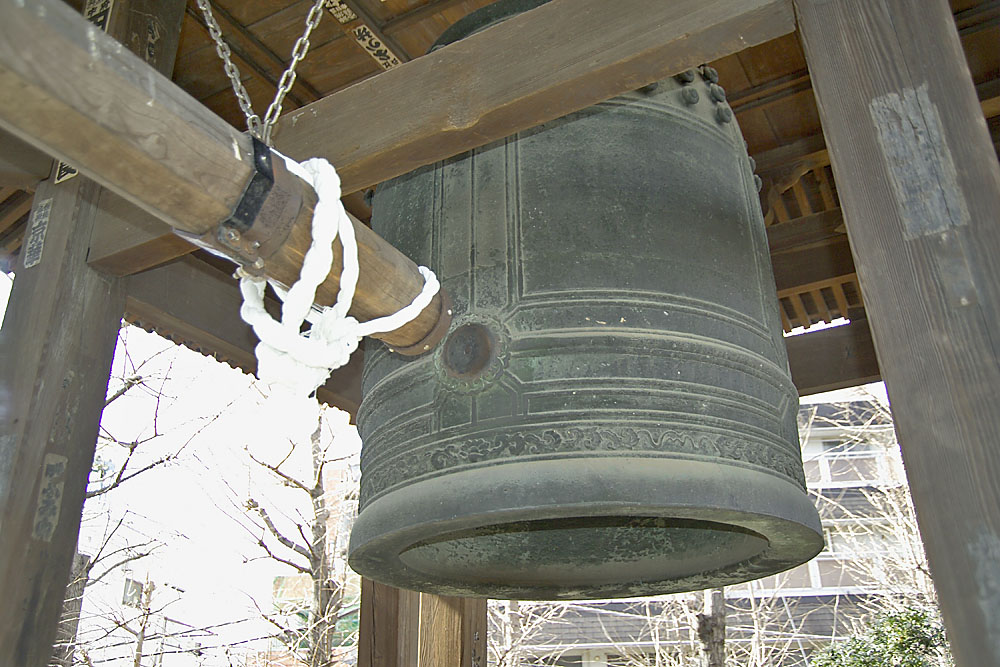
Bronzeglocke im Sensō-ji (1692)

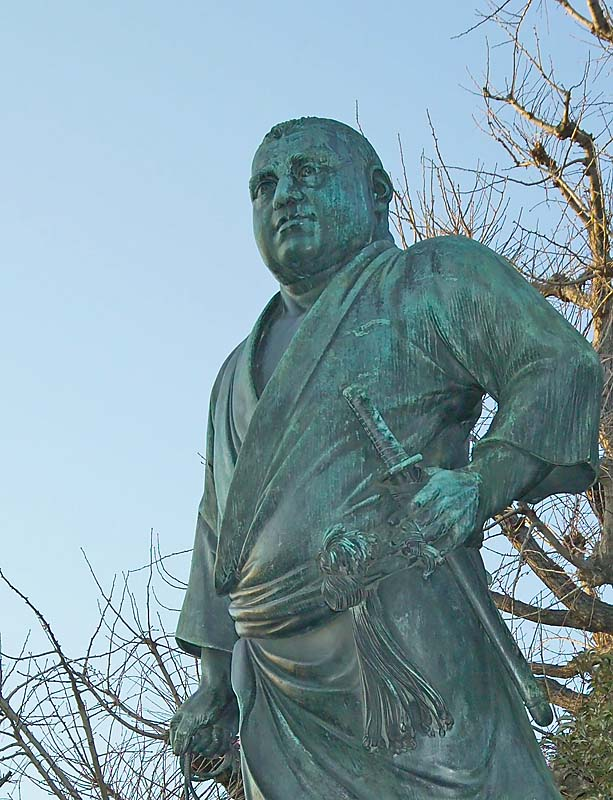
Statue von Saigō Takamori im Ueno Park

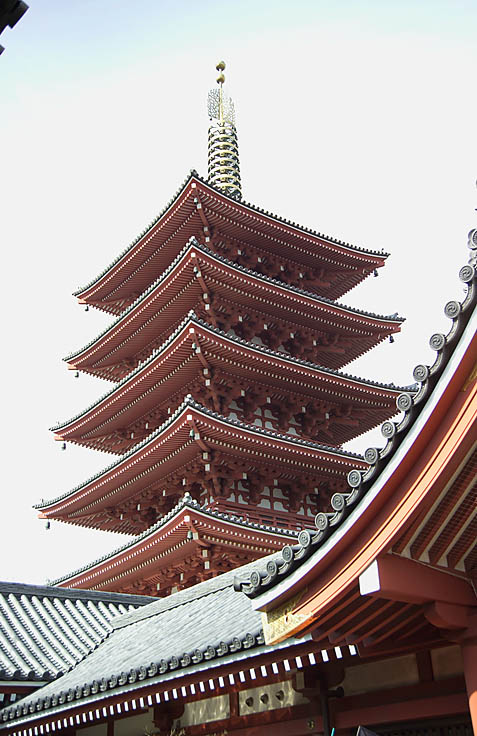
Fünststöckige Pagode im Sensō-ji

Taitō (jap. 台東区 Taitō-ku, englisch Taito City oder wörtlicher Taito Ward, Taito, Tokyo) ist einer der 23 Bezirke der japanischen Hauptstadtpräfektur Tokio. Er liegt östlich des Zentrums der ehemaligen Stadt Tokio.

## Geschichte
Der heutige Bezirk entstand am 15. März 1947 aus dem Zusammenschluss der früheren Stadtbezirke Asakusa und Shitaya der Stadt Tokio.

### Asakusa
Schon in der Edo-Zeit war Asakusa, ein Teilgebiet des heutigen Stadtbezirks Taitō, ein belebtes Shitamachi-Viertel, also eine Gegend der einfachen Leute.
In der Tradition der chinesischen Stadtplanung ist der Nordosten das am wenigsten prestigeträchtige Gebiet, da mythologisch im Nordosten das Reich der Toten lag. Zum Schutz wurden daher Tempel und Schreine im Nordosten errichtet, wie der Sensō-ji (der allerdings einige Jahrhunderte älter ist als Edo) und der benachbart gelegene Asakusa-Schrein. Zusammen sind sie eines der beliebtesten Touristenziele in Tokio. Auch das Vergnügungs- und Bordellviertel Yoshiwara befand sich in Asakusa.
In der Meiji-Zeit und bis in die 1920er Jahre war Asakusa das Vergnügungsviertel Tokios und konnte sich mit westlichen Kinos, Cafés und Nachtclubs mit der Edel-Einkaufsmeile Ginza messen. Das Große Kantō-Erdbeben machte dem jedoch ein jähes Ende, und Asakusa hat sich davon nie wieder erholt.

### Ueno
Ueno ist das zweite Zentrum des Bezirks; hier war ebenfalls ein Vergnügungsviertel und ein großer kaiserlicher Park, der heutzutage als Ueno-Park der Öffentlichkeit zugänglich ist. Im Park befindet sich der Ueno-Zoo, und eine Statue des Meiji-Revolutionshelden Saigō Takamori.
Südöstlich des Parks befindet sich der Bahnhof Ueno, ein Shinkansen-Halt und der größte Bahnhof im Norden der Stadt. Nördlich und östlich des Ueno-Parks sind einige der besten Museen und Kunstgalerien der Stadt angesiedelt: Das Nationalmuseum Tokio, das National Science Museum of Japan und das Tokyo Metropolitan Art Museum.
Das Platzen der Bubble Economy („Luftblasen-Wirtschaft“) Anfang der 1990er Jahre und die folgende Wirtschaftskrise hat zu einem starken Anstieg der Obdachlosenzahlen geführt. Seitdem stehen im Ueno-Park die Zelte der Obdachlosen.

## Kultur und Unterhaltung
- Asakura Sculpture Hall
- Daimyo Clock Museum
- Kappabashi-Straße
- Nationalmuseum für westliche Kunst
- National Science Museum of Japan
- Tōkyō Bunka Kaikan
- Tokyo Metropolitan Art Museum
- Tokyo National Museum
- Ueno no Mori Museum
- Ueno-Zoo
- Yokoyama Taikan Memorial Hall

## Feste und Veranstaltungen
- Sumidagawa-Hanabi
- Asakusa Samba Carnival
- Matsuri des Torigoe-Schreins
- Sanja-Matsuri: eines der drei großen Feste Tokios

## Verkehr
- Straße:
  - Stadtautobahn Tokio Nr. 1 (Ueno-Linie)
  - Nationalstraße 4, nach Chūō oder Aomori
  - Nationalstraße 6, nach Chūō oder Sendai
- Zug:
  - JR Tōhoku-Shinkansen, von Ueno nach Tokio oder Hachinohe
  - JR Jōetsu-Shinkansen, von Ueno nach Tokio oder Niigata
  - JR Tōhoku-Hauptlinie, von Ueno nach Sendai, Morioka und Aomori
  - JR Yamanote-Linie (Ringlinie), von Ueno oder Okachimachi
  - JR Keihin-Tōhoku-Linie, von Uguisudani, Ueno oder Okachimachi nach Ōmiya oder Kamakura
  - JR Utsunomiya-Linie, von Ueno nach Nasushiobara
  - JR Takasaki-Linie, von Ueno nach Takasaki
  - JR Jōban-Linie, von Ueno nach Sendai
  - Tōkyō Metro Ginza-Linie, von Asakusa, Tawaramachi, Inarichō, Ueno, oder Ueno Hirokoji nach Shibuya
  - Tokyo Metro Hibiya-Linie, von Okachimachi, Ueno, Iriya oder Minowa nach Meguro oder Adachi
  - Toei Asakusa-Linie, von Asakusa-Bashi, Kura-mae oder Asakusa nach Ōta oder Sumida
  - Toei Ōedo-Linie, von Ueno Okachimachi, Shin-Okachimachi oder Kura-mae nach Shinjuku oder Nerima
  - Keisei Hauptlinie, von Keisei Ueno nach Flughafen Narita
  - Tōbu Isesaki-Linie, von Asakusa nach Isesaki
  - MIR Tsukuba-Express, von Shin-Okachimachi oder Asakusa nach Akihabara oder Tsukuba

## Politik
- KPJ: 3
- Nijiiro no kai („regenbogenfarbene Vers.“; KDP, ReiShin): 3
- Tsunagu project („Projekt ‚Verbinden‘“; Unabh., Tomin First, DVP): 5
- Tomin First: 1
- Ishin・mushozoku no kai („Ishin/Unabh. Vers.“; Ishin, Atarashii tō [Regionalpartei]): 3
- Kōmeitō: 5
- LDP: 11
- Sanseitō: 1

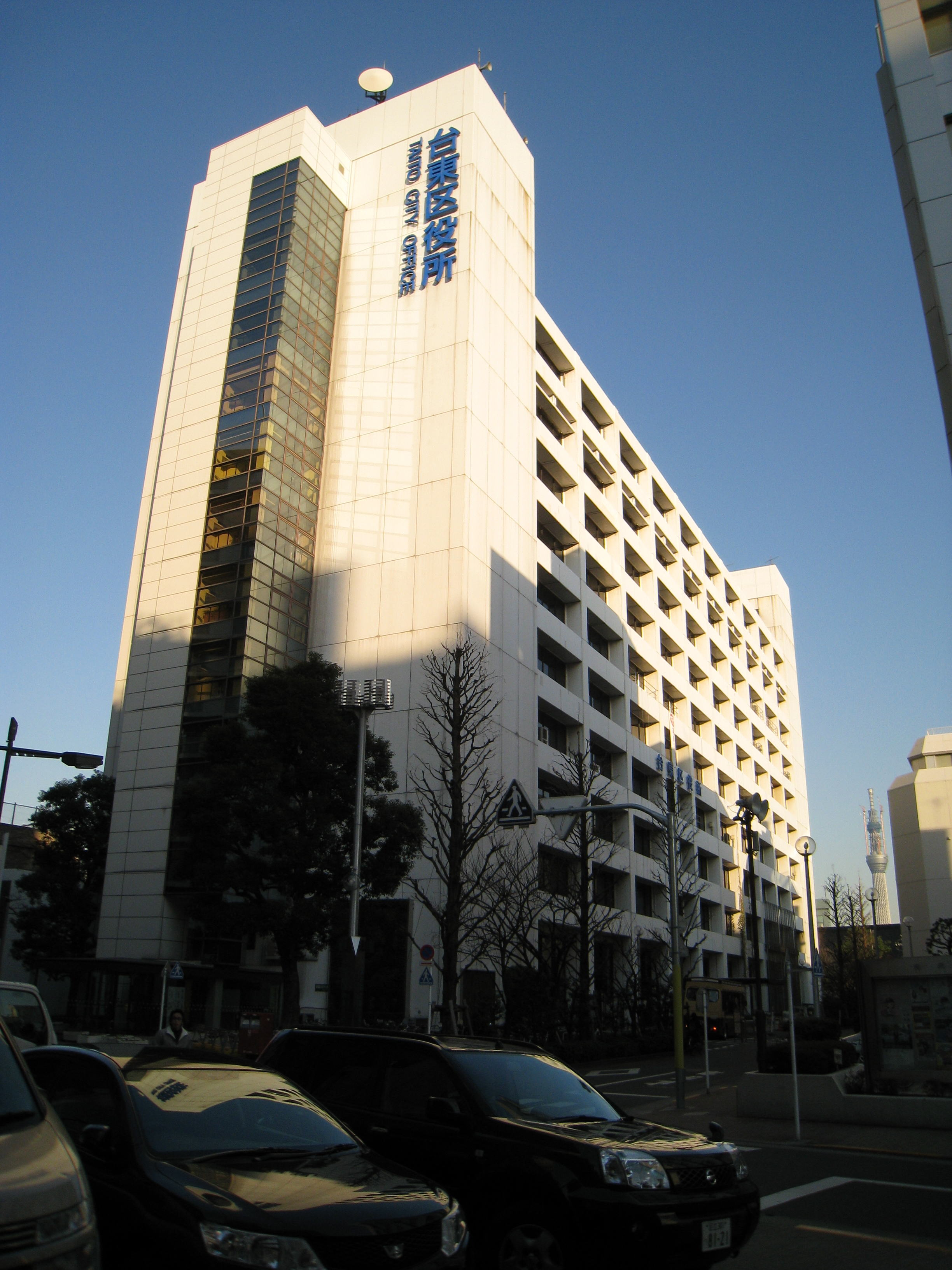
Das Rathaus in Higashi-Ueno

Bürgermeister ist seit März 2015 der ehemalige Präfekturparlamentsabgeordnete Yukuo Hattori. Bei den einheitlichen Wahlen 2023 wurde er, inzwischen 80-jährig, mit Unterstützung von LDP und Kōmeitō und 54,3 % der Stimmen gegen den ehemaligen Bezirksparlamentsabgeordneten Hideo Horikoshi für eine dritte Amtszeit bestätigt. Das regulär 32-köpfige Bezirksparlament wurde gleichzeitig neu gewählt.
Bei Wahlen zum Präfekturparlament ist der Bezirk ein Zweimandatswahlkreis. Bei der letzten Wahl 2021 teilten sich LDP und Tomin First no Kai die Sitze.
Für das nationale Abgeordnetenhaus bildet Taitō seit 2024 zusammen mit Chūō den Wahlkreis Tokio 2, den bei der Wahl 2024 mit 37,1 % der Stimmen der Liberaldemokrat Kiyoto Tsuji gegen Yukio Hatoyamas Sohn Kiichirō Hatoyama (DVP, 27,3 %, gewann einen Sitz bei der präfekturweiten Verhältniswahl) und drei weitere Kandidaten verteidigte.

## Söhne und Töchter der Stadt
- Yumi Adachi (* 1981), Schauspielerin
- Yūki Amami (* 1967), Schauspielerin
- Kiyoshi Atsumi (1928–1996), Schauspieler
- Chiemi Eri (1937–1982), Sängerin und Schauspielerin
- Ishida Goro, Astronom
- Goi Masahisa (1916–1980), Philosoph und Friedenskämpfer
- Kaori Muraji (* 1978), Gitarristin
- Fumiko Orikasa (* 1974), Schauspielerin, Synchronsprecherin und Sängerin
- Ichirō Ozawa (* 1942), Politiker
- Ikenami Shōtarō (1923–1990), Schriftsteller
- Hino Sōjō (1901–1956), Haiku-Dichter
- Shūji Tsurumi (* 1938), Geräteturner
- Yamanouchi Sugao (1902–1970), Archäologe
- Taichi Yamada (1934–2023), Schriftsteller und Drehbuchautor
- Tatsuya Itō (* 1997), Fußballspieler
- Yuasa Toshiko (1909–1980), Kernphysikerin

## Angrenzende Städte und Gemeinden
- Tokio: Bezirke Chiyoda, Bunkyō, Arakawa, Sumida

## Städtepartnerschaften
- Innere Stadt (Wien), seit 1989[4]